# 冷僧机
冷僧机（？—1652年），清朝初年的著名大臣，纳喇氏。
原是努尔哈赤俘虏的叶赫战俘，天命四年（1619年），被编入正蓝旗。天命十一年（1626年）冷僧机作为家仆，随努尔哈赤的女儿莽古濟下嫁哈达部纳喇氏吴尔古代。天聪七年（1633年），莽古濟的同母哥哥莽古尔泰被圈禁后去世。天聪九年（1635年）莽古濟的哥哥德格類去世，冷僧机向皇太极告密莽古濟意图谋反，皇太极处置了莽古濟，冷僧机被升至正黄旗，加封三等梅勒章京，后为一等侍卫。
皇太极死后，冷僧机投靠多爾袞，入关后，加封内大臣，顺治六年（1649年）九月，多爾袞征姜镶，冷僧机与何洛会、刚林、谭泰、范文程等人共理朝政。次年，多尔衮死，不久被削爵，冷僧机被逮捕。顺治九年（1652年），顺治帝将他处死。

## 延伸阅读
[在维基数据编辑]
 《清史稿·卷246》，出自趙爾巽《清史稿》